# Мелешки (Львовская область)
Мелешки (укр. Мелешки) — село в Мостисской городской общине Яворовского района Львовской области Украины.
Население по переписи 2001 года составляло 322 человека. Занимает площадь 0,35 км². Почтовый индекс — 81310. Телефонный код — 3234.